# نيكولا بيريز
نيكولا بيريز (بالإسبانية: Nicola Pérez)‏ (5 فبراير 1990 في الأوروغواي - ) هو لاعب كرة قدم أوروغواني في مركز حراسة المرمى. شارك مع منتخب الأوروغواي تحت 17 سنة لكرة القدم ومنتخب الأوروغواي تحت 20 سنة لكرة القدم. أما مع النوادي، فقد لعب مع ريفر بليت وناسيونال مونتيفيديو والتانك سيلي.

## وصلات خارجية
- نيكولا بيريز على موقع الاتحاد الدولي (مؤرشف)  (الإنجليزية)
- نيكولا بيريز على موقع قاعدة بيانات كرة القدم.إي يو (الإنجليزية)
- نيكولا بيريز على موقع Soccerway.com (الإنجليزية)
- نيكولا بيريز على موقع عالم كرة القدم.نت (الإنجليزية)